# حمام‌حبابی (ئی‌پی)
حمام‌حبابی (به انگلیسی: Bubblebath) نخستین آلبوم چندآهنگهٔ خواننده-ترانه‌پرداز آمریکایی دت پاپی (که بعدها پاپی شناخته شد) می‌باشد که در ۱۲ فوریهٔ سال ۲۰۱۶ از سوی آیلند رکوردز منتشر گردید.